# 영일초등학교 (경기)
영일초등학교는 대한민국 경기도 수원시 영통구에 있는 공립 초등학교이다.

## 연혁
- 1998년 2월 5일 : 개교